# Religião pós-moderna
Religião pós-moderna é qualquer religião que acolha as ideias e filosofias pós-modernas, ou por elas seja influenciada. Entre as religiões que acolhem o ideário pós-moderno, constituindo inovações, estão Budismo Pós-Moderno, Cristianismo Pós-Moderno e Neopaganismo Pós-Moderno[carece de fontes?]. Religião pós-moderna não é uma tentativa de banir a religião da esfera pública; ao contrário, ela se considerar "abordagem filosófica da religião que aprecia criticamente assunções ortodoxas (que podem refletir diferenças de poder na sociedade, em lugar de verdades universais)". Sistemas religiosos pós-modernos de pensamento veem as realidades como plurais e subjetivas e dependentes da visão de mundo do indivíduo. Interpretações pós-modernas da religião reconhecem e valorizam a multiplicidade das diversas interpretações da verdade, de ser e de formas de ver. Há uma rejeição às distinções estabelecidas e às metanarrativas dominantes ou globais na religião pós-moderna, e isso reflete um dos princípios fundamentais da filosofia pós-moderna. Uma interpretação pós-moderna da religião enfatiza o ponto-chave de que a verdade religiosa é altamente individualista, subjetiva e reside dentro do indivíduo.

## Ecletismo e Teologia não-dogmática
Conforme a filosofia pós-moderna, a sociedade está em constante mudança. Não há versão absoluta da realidade, nem verdades absolutas. A religião pós-moderna fortalece a perspectiva do indivíduo e enfraquece a força das instituições e religiões que lidam com as realidades objetivas. A religião pós-moderna considera que não há leis ou verdades universais. Em lugar disso, a realidade é moldada pelos contextos culturais, históricos e sociais, de acordo com o indivíduo, lugar ou tempo. Os indivíduos podem esforçar-se para encontrar ecleticamente diversas crenças religiosas, práticas e rituais, a fim de incorporá-las em sua própria visão religiosa de mundo.
No Japão, as ideias budistas e xintoístas coexistem e são tecidas em conjunto. Algumas pessoas que professam o Budismo podem ser sincréticas em sua abordagem. O sincretismo ocorre entre as religiões orientais. Semelhantemente, as versões do Hinduísmo e Neopaganismo podem ser, também, interpretadas a partir de uma perspectiva pós-moderna. Uma religião pós-moderna  pode ser não-dogmática, sincrética e eclética: na dinâmica de várias fés e tradições, ela desafia a noção de verdades absolutas.

## Viés histórico
A história pode ser escrita por grupos poderosos na sociedade, que podem marginalizar, calar ou desconsiderar outros grupos, ou menos poderosos ou oprimidos. Winston Churchill, certa feita, disse o que se tornou famoso : "a História é escrita pelos vencedores".
A interpretação pós-moderna da religião enfatiza a importância de se considerarem e, portanto, de se questionarem vieses históricos, ao se estudar a religião a partir de uma perspectiva histórica. Por exemplo, os estudos de doutorado em religião em Harvard enfatizar o estudar religião usando contextos mais amplos, de história e de estudos comparativos. Esses "contextos mais amplos" são o que torna a religião um sujeito válido na contemplação pós-moderna. Estudos de religião, são, muitas vezes, abordados de uma perspectiva histórica. Uma interpretação pós-moderna de uma religião reconhece que a história pode ser representada numa forma inerentemente tendenciosa, reforçando o corpo ideológico de quem está no poder.

## Versões da verdade
A religião pós-moderna reconhece e aceita diferentes versões da verdade. Por exemplo, rituais, crenças e práticas podem ser criados, inventados, transformados e reformulados com base em realidades em constantes mudança, ou novas, preferência individuais, mitos, lendas, arquétipos, rituais, valores e crenças culturais. Indivíduos que interpretam a religião sob a óptica da filosofia pós-moderna pode criar a partir de histórias de diversas culturas para informar suas crenças religiosas — elas podem perguntar, reclamar, desafiar e criticar as representações da religião na história, com base nas teorias do pós-modernismo, que reconhece que as realidades são diversas, subjetivas e dependem de indivíduos com interesses e interpretações.

## Apelo a grupos marginalizados
Membros de grupos sociais que enfrentam discriminação ou marginalização, como as mulheres, as comunidades gay, ou outras minorias étnicas podem ser atraídos para o pensamento religioso pós-moderno. Por exemplo, a interpretação do Cristianismo sob a perspectiva pós-moderna oferece, em potencial, para grupos na sociedade, tais como a comunidade gay ou as mulheres, a capacidade de se conectar com uma versão da realidade ou de verdade que não os exclua nem os marginalize. Uma interpretação pós-moderna da religião pode focar-se numa religião sem assunções ortodoxas (que podem refletir diferenças de poder na sociedade, em vez de verdades universais). Em Neopaganismo Semítico, uma abordagem pós-moderna para essa tradição de Neopaganismo envolve mudanças de visão das versões tradicionais da realidade e da verdade,  que podem ser mais inclusivas para mulheres. Grupos minoritários e os mais desfavorecidos social e economicamente podem ser atraídos a uma abordagem pós-moderna da religião, por causa da maneira que a filosofia pós-moderna confere ao indivíduo e lhe proporciona um "quadro emancipatório", com o qual se contraponham ideologias dominantes das estruturas de poder.

## Interpretações pós-modernas da religião

### Cristianismo
Interpretar o Cristianismo usando teorias do pós-modernismo envolve geralmente achar equilíbrio entre o reconhecimento do pluralismo, uma pluralidade de visões e influência histórica na doutrina, evitando os extremos do pós-modernismo. John Riggs propõe que o pós-modernismo e o Cristianismo tem muito a oferecer um ao outro. Ele afirma que cristãos que adotaram elementos do pensamento pós-moderno ainda precisam reconhecer que algumas noções de realidade precisa ser corrigido e atualizadas, a fim de ter "arguições significativas sobre temas vitais, como ética e Deus". Um exemplo de movimento religioso específico que usa o pensamento pós-moderno é a Igreja Emergente.

### Neopaganismo
Neopaganismo pode ser interpretado a partir de uma perspectiva pós-moderna. A religião pós-moderna pode ser não-dogmática, sincrética, eclética, e criar a partir de várias fés, tradições e desafios, sua noção de verdades absolutas. Wicca, a maior tradição de Neopaganismo, pode ser interpretada com filosofias pós-modernas. Interpretações pós-modernas de Wicca muitas vezes levam o praticante a adotar uma abordagem eclética, devido à própria natureza da teoria pós-moderna,que envolve a aceitação de muitas versões da verdade e da realidade[carece de fontes?].
Wicca Eclética é a forma mais amplamente adaptada de Wicca na América atual e o núcleo de filosofias de pensamento pós-moderno é, muitas vezes, usado para interpretar a Wicca, de modo altamente individualizado e subjetivo, com o questionamento da realidade e da verdade. Essa versão de Wicca pode criar ecleticamente, adaptar, desafiar e adotar ampla gama de crenças religiosas e perspectivas, como o Budismo, o Xintoísmo, o o Druidismo, o Hinduísmo, Wicca e movimentos da Deusa, como Wicca Diânica, Wicca Céltica e Neopaganismo Semítico.
Interpretações pós-modernas de Wicca tendem a ter o contexto orientado, igualitária, imanente e experimental. Textos acadêmicos, muitas vezes, representam Wicca na literatura e pesquisa,  como uma tradição específica que é sustentada por discursos do modernismo.

## Espiritualidade pós-moderna
Espiritualidade pós-moderna são novas formas de espiritualidade em contextos de sociedades pós-modernas num mundo globalizado. As primeiras visões universalistas de mundo da modernidade foram contestadas, bem como antigas explicações e certezas, questionadas.

## Leitura complementar
- Ahlbäck, Rasgou (ed.) (2009): a espiritualidade Pós-moderna. (com base em documentos lidos no Simpósio sobre Espiritualidade Pós-moderna, realizada no Åbo, Finlândia, 11-13 de junho de 2008)
- Benedikter, Roland (2006): A espiritualidade Pós-moderna. Um diálogo em cinco partes - Parte V: Só Pode Um Deus de Nos Salvar? Pós-Moderno Proto-A Espiritualidade E O Global Atual Se Voltam Para A Religião. (on-line)
- Griffin, David Ray (1988): a Espiritualidade e sociedade : visões pós-modernas.  Albany.
- Griffin, David Ray (1989): Deus e a religião no mundo pós-moderno: ensaios em teologia pós-moderna.  Nova York
- Rei, Ursula (1998): "a Espiritualidade na idade pós-moderna: a fé e a práxis em novos contextos". Em: Rei, Ursula (ed.) (1998): a Fé e a Práxis em uma Idade Pós-moderna.  De londres.
- Muldoon, Tim (2005): Pós-moderno de espiritualidade Inaciana Fundamentum.  (breve análise)(texto completo)
- Hart, Kevin (ed.) (2005): A experiência de Deus. Uma resposta pós-moderna. Nova Iorque.